# 仙台 - 一ノ関線
仙台 - 一ノ関線（せんだい・いちのせきせん）は、宮城県仙台市と岩手県一関市を結ぶ高速バスである。

## 概要
過去に東日本急行とJRバス東北が仙台駅 - 一ノ関駅・中尊寺間（築館経由）で運行していた路線がルーツ。1985年1月に泉IC〜築館IC間が東北自動車道経由になり、築館町 - 中尊寺間は一般道利用で、東日本急行は主要停留所のみ停車、JRバス東北は一ノ関駅発着で築館町以北は各停であった。
1999年3月末にJRバス東北が古川本線の築館町 - 一ノ関駅を廃止し、撤退。4月より後を引き継ぎ単独運行することになった東日本急行は沢辺系統と一ノ関系統に分離させ、一ノ関系統は仙台宮城IC - 一関ICを高速利用し速達性を向上させた（一ノ関駅 - 中尊寺は利用者が振るわずのち廃止）。その際、一関側の乗務員休憩所として親会社である岩手急行バスの車庫を借りることで一関発朝の便も運行できるようにした。以降利用者は増え何度も増便を重ねたが、JR側は増便分の一ノ関駅ロータリーへの乗り入れを認めなかったため、一部便を除いて大半が一関駅口発着となった。
2003年11月、親会社の岩手急行バスが東日本急行から中古車両を購入し、東日本急行と岩手急行バスの共同運行となる。また2005年5月より全便の一ノ関駅ロータリー乗り入れが実現し、利便性が向上した。岩手急行バス参入後も東日本急行の一関滞泊運用が存在していたが、実際は岩手急行バスに当該運用の運転業務を委託していた。その後当該運用が岩手急行バスに移管され、朝の一関始発便は全て岩手急行バスの担当となったため東日本急行の一関滞泊運用は消滅した。
ちなみに、東北道上などでJRバスと岩手急行バスがすれ違う際、両者の共同運行路線が無いにもかかわらず挙手をしており、JRバスが運行していた頃の名残を感じることができる。
2013年度より、4〜11月まで期間限定で一部便が中尊寺まで延長されている（詳細は仙台 - 平泉線を参照）。

## 運行会社
- 東日本急行（仙台営業所、一ノ関営業所（※旧岩手急行バス））

## 運行経路
仙台駅前（旧さくら野前32番のりば） - （下り）広瀬通一番町 / （上り）電力ビル前 - （仙台西道路） - （仙台宮城IC） - （一関IC） - イオン一関前 - 合同庁舎前 - 一ノ関駅前［ - 平泉駅前 - 中尊寺 （毎年4月〜11月の期間限定・1日3.5往復のみ延長）］

## 運行回数
- 1日15.5往復（下り15本、上り16本）。うち中尊寺発着は1日2往復。

## 運賃
- 大人片道：仙台 - 一ノ関間1,600円、仙台 - 中尊寺間1,800円。
- 回数券（2回）：仙台 - 一ノ関間2,900円、仙台 - 中尊寺間3,200円。
- 回数券：（5回）6,900円、（50回）通勤用64,000円、通学用53,000円。
  - 5回券、50回券は仙台 - 一ノ関間のみ設定。

## 歴史
- 1985年（昭和60年）1月15日 -仙台 - 築館 - 沢辺 - 一ノ関 - 中尊寺間（泉IC - 築館IC間東北自動車道経由）運行開始。
- 1999年（平成11年）
  - 4月1日 - 仙台 - 築館 - 沢辺間を別系統とし、仙台 - 一ノ関間直通高速バスとして運行開始（1日5往復。うち2往復は中尊寺発着）。仙台駅は西口バスプール発着。当時の運賃は大人片道1,900円、往復3,000円、回数券（8枚綴り）10,000円。
  - 8月1日 - 一関市内に停留所追加（一関サティ前、合同庁舎前）。
- 2000年（平成12年）3月27日 - 1日6往復に増便（中尊寺発着は1往復に）。
- 2001年（平成13年）8月1日 - 1日8往復に増便。うち3往復は仙台ビブレ（当時）前、一関駅口発着。一ノ関 - 中尊寺間を廃止。
- 2003年（平成15年）
  - 4月1日 - 1日12往復に増便。仙台駅前の発着場所が全便さくら野前となる。運賃を大人片道1,500円、往復2,500円、回数券（5枚綴り）6,000円に改定。
  - 11月1日 - 岩手急行バスが参入。1日16往復に増便。
- 2005年（平成17年）5月11日 - 1日18往復に増便。一関の発着場所が全便一ノ関駅（駅西口ロータリー）となる。
- 2006年（平成18年）10月1日 - 1日20往復に増便。
- 2007年（平成19年）11月1日 - 1日19往復に減便。
- 2008年（平成20年）8月1日 - 運賃改定。往復券および回数券を値上げ。
- 2010年（平成22年）10月1日 - 50枚綴り回数券（通勤用、通学用）の発売を開始。
- 2011年（平成23年）3月 - 東日本大震災後しばらく、1日4本限定で運行。
- 2013年（平成25年）4月13日 - 1日2往復、4〜11月まで東日本急行が一部便を中尊寺まで延長。
- 2016年（平成28年）4月1日 - 1日20往復に増便。
- 2017年（平成29年）4月22日 - この日より土日祝日限定で、1往復を三井アウトレットパーク 仙台港（ 仙台うみの杜水族館）に延伸。
- 2019年（令和元年）10月1日 - 消費税率引き上げに伴う運賃改定[1] 。
- 2020年（令和2年）
  - 4月24日 - 新型コロナウイルス感染拡大による緊急事態宣言の発令に伴い、この日より当面の間1日10往復に減便（中尊寺および、土日祝日の三井アウトレットパーク 仙台港への乗り入れも中止）[2]。
  - 6月16日 - 1日12往復（うち2往復は中尊寺発着）に増便。土日祝日の三井アウトレットパーク 仙台港への乗り入れも再開[3]。
- 2021年（令和3年）1月1日 - 三井アウトレットパーク 仙台港、仙台うみの杜水族館、新大町角（旧・一ノ関駅口）の各バス停を休止。
- 2023年（令和5年）1月9日 - 上り便の降車バス停を広瀬通一番町から電力ビル前に変更[4]。
- 2025年（令和7年）1月3日 - 1日15.5往復に減便[5]。

## 利用状況
| 年度               | 運行日数 | 運行便数 | 年間輸送人員 | 1日平均人員 | 1便平均人員 |
| 2002（平成14）年度 | 365      | 7,996    | 93,227       | 255.4       | 11.7        |
| 2003（平成15）年度 | 365      | 10,017   | 130,051      | 356.3       | 13.0        |
| 2004（平成16）年度 | 365      | 11,673   | 157,884      | 432.6       | 13.5        |
| 2005（平成17）年度 | 365      | 12,976   | 173,526      | 475.4       | 13.4        |
| 2006（平成18）年度 | 365      | 13,881   | 179,596      | 492.0       | 12.9        |
| 2007（平成19）年度 | 366      | 14,302   | 195,020      | 532.8       | 13.6        |

## 使用車両画像一覧

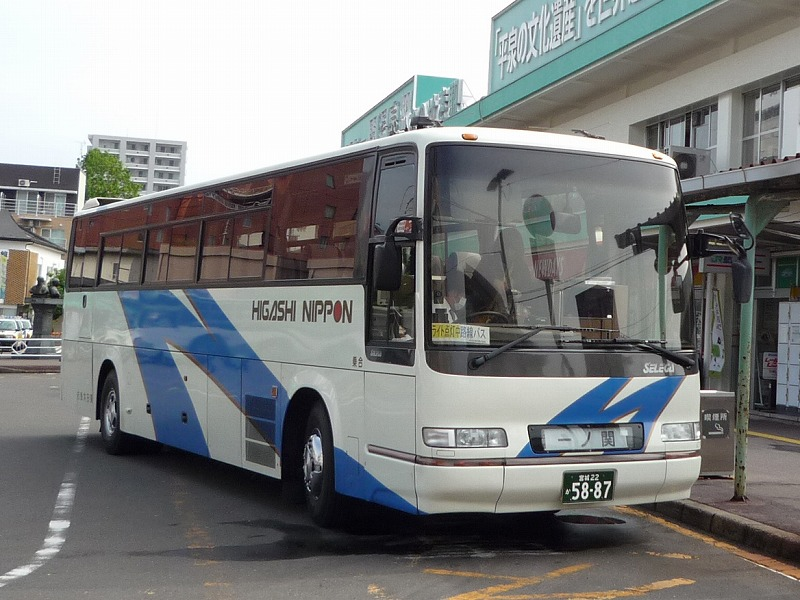
東日本急行（現在は廃車）
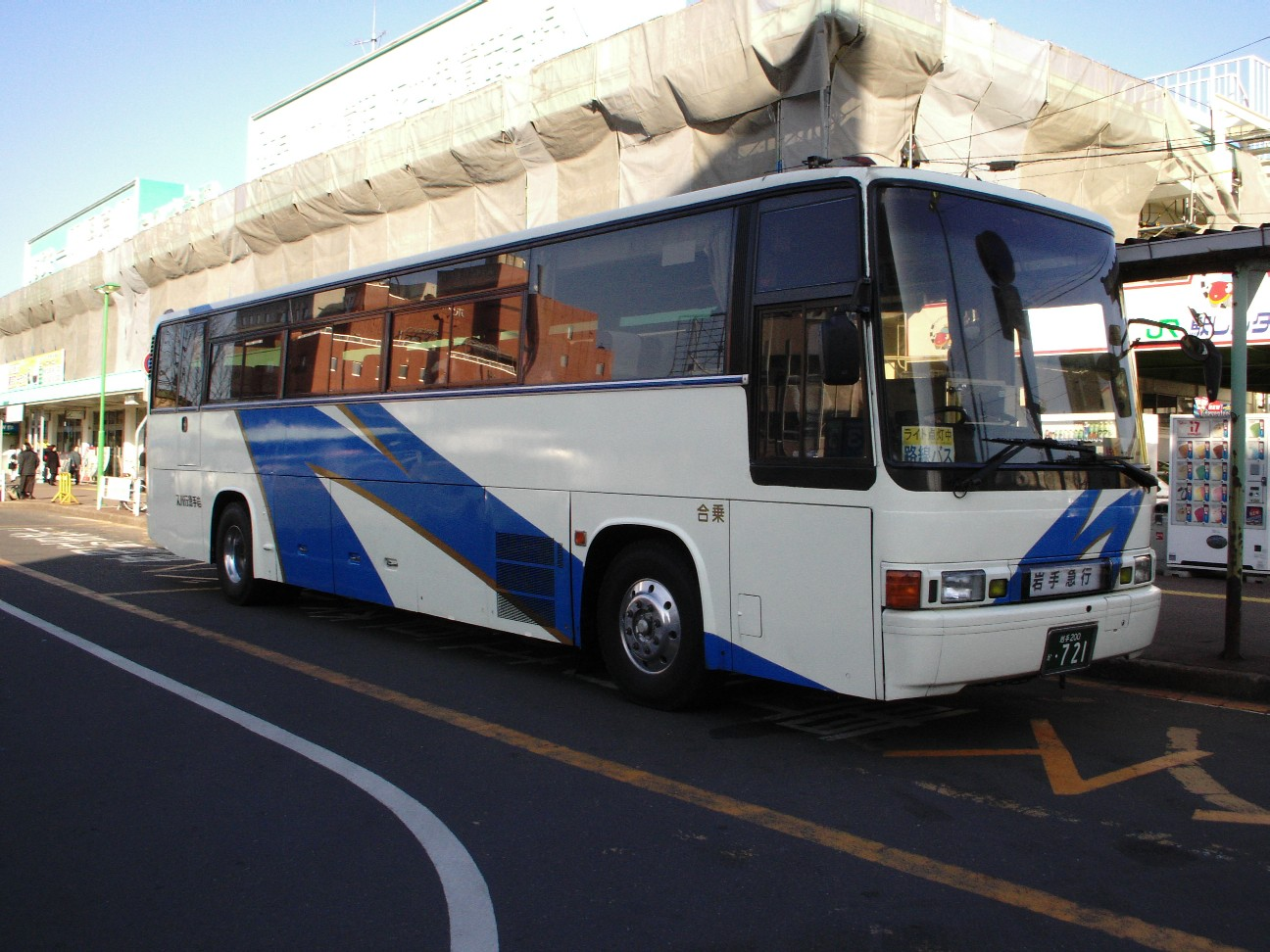
岩手急行バス（現在は廃車）
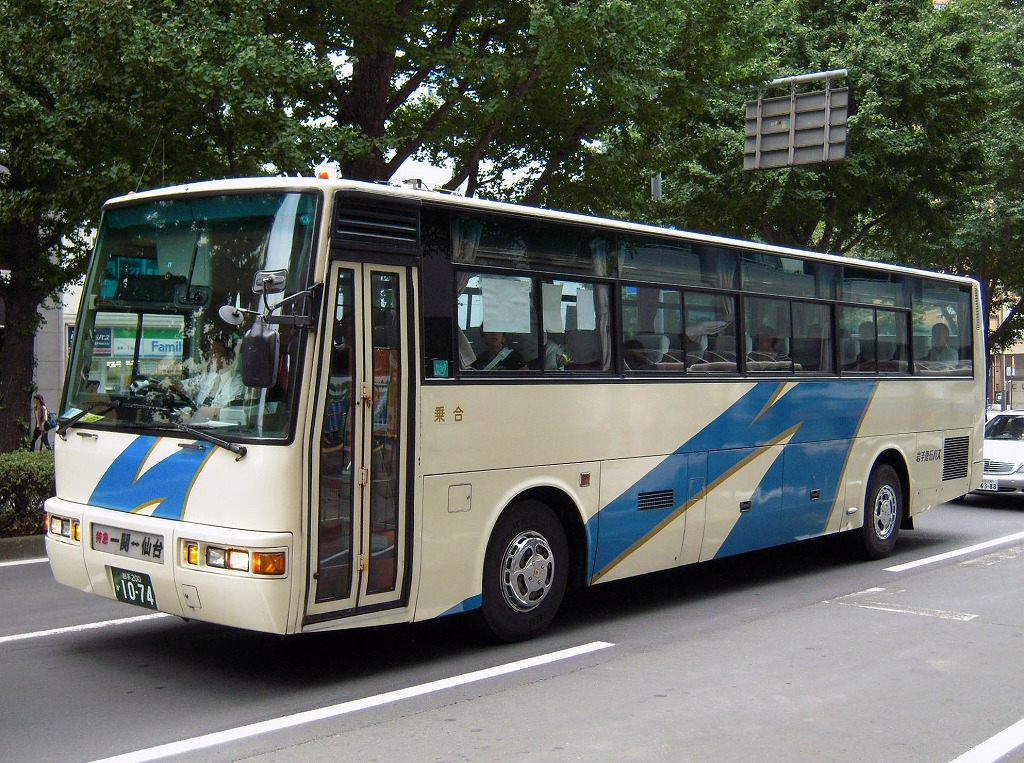
岩手急行バス（現在は廃車）

## その他
- 2010年4月24日より、岩手県交通も一関 - 仙台線の高速バスを運行開始（同年11月7日までの期間限定運行）したが、当路線とは一関市内の停車箇所が異なっていた。また、乗車券類の共通使用はできなかった。